# هرالتس (ناحیه هاولیتشکوف برود)
هرالتس (به چکی: Herálec) یک منطقهٔ مسکونی در جمهوری چک است که در ناحیه هاولیتشکوف برود واقع شده‌است. هرالتس ۲۸٫۶۳ کیلومتر مربع مساحت و ۱٬۱۴۳ نفر جمعیت دارد و ۵۶۶ متر بالاتر از سطح دریا واقع شده‌است.